# Keimiötunturi
Keimiötunturi är ett berg i Finland. Det ligger i Muonio i landskapet Lappland, i den norra delen av landet, 900 km norr om huvudstaden Helsingfors. Toppen på Keimiötunturi är 609 meter över havet, eller 272 meter över den omgivande terrängen. Bredden vid basen är 8,8 km.
Terrängen runt Keimiötunturi är platt söderut, men norrut är den kuperad.  Trakten runt Keimiötunturi är nära nog obefolkad, med mindre än två invånare per kvadratkilometer. Närmaste större samhälle är Muonio, 18,0 km väster om Keimiötunturi. 